# ホンダFCレディース
ホンダFCレディースは、Honda FCがかつて保有していた女子サッカー部門。一部の選手は学生であった。

## 概要
1991年4月、浜松製作所（現：トランスミッション製造部）を拠点とするHonda FC（当時：本田技研工業サッカー部）が、地域密着のサッカー普及活動の一環で取り組む「Hondaサッカースクール」（下部組織にあたる）の一環として、「ホンダヤングレディースサッカー部」を設立。1992年、「ホンダFCレディース」に改名。トップチームである本田技研工業浜松製作所サッカー部が本田技研工業フットボールクラブに改称し、呼称を正式に「Honda FC」としたのは2002年、男子サッカー部門よりも10年先駆けて「ホンダFC」の名で活動していた。
創設当初は静岡県女子サッカー・西部支部に加盟。1994年に静岡県女子1部、2002年に東海女子リーグ加盟。静岡1部に3回、東海リーグは2004年度に優勝するなど、着実にレベルアップを果たした。2003年度には第25回全日本女子サッカー選手権大会に出場した。
2005年3月廃部。大半の選手はジュビロ磐田ホームタウン事業部が受け入れて、「ヤマハジュビロレディース」の選手として所属した。

## 出身者
- 口木未来 - ウォリアーズFC（女子）所属
- 佐藤シェンネン - 元岡山湯郷Belle
- 金札杏 - AC長野パルセイロ・レディース所属
- 松下紀美 - 清水第八プレアデス所属

## 歴代監督
- 宮崎完二 - 1984年〜1986年まで本田技研のFW
- 野中孝男 - 1983年〜1989年まで本田技研のDF
- 加藤万明 - 1994年本田技研のGK、Honda FC U-18監督